# Ам-Зоэр
Ам-Зоэр (фр. Am Zoer) — город и супрефектура в Чаде, расположенный на территории региона Вади-Фера. Входит в состав департамента Бильтин.

## География
Город находится в восточной части Чада, в пределах вади Ам-Зоэр, на расстоянии приблизительно 714 километров к востоку-северо-востоку (ENE) от столицы страны Нджамены. Абсолютная высота — 834 метра над уровнем моря.
Климат города характеризуется как аридный жаркий (BWh в классификации климатов Кёппена).

## История
17 июня 2008 года, в ходе Второй гражданской войны, Ам-Зоэр подвергся нападению со стороны отрядов повстанцев. Однако уже на следующий день Армии Чада удалось вернуть контроль над городом, уничтожив при этом более 160 мятежников.

## Население
По данным официальной переписи 2009 года численность населения Ам-Зоэра составляла 56 656 человек (25 875 мужчин и 30 781 женщина). Дети в возрасте до 15 лет составляли 53,3 % от общего количества жителей супрефектуры.

## Транспорт
Ближайший аэропорт расположен в городе Бильтин.